# Norwegische Badmintonmeisterschaft 1948
Die Norwegische Badmintonmeisterschaft 1948 fand in Oslo statt. Es war die vierte Austragung der nationalen Meisterschaften von Norwegen im Badminton.	

## Titelträger
| Disziplin    | Sieger                         |
| ------------ | ------------------------------ |
| Herreneinzel | Hjalmar Lystad                 |
| Dameneinzel  | Aase Hansson                   |
| Herrendoppel | Ørvar Tollås Inge Brevik       |
| Damendoppel  | Gerd Rønne Bebs David-Andersen |
| Mixed        | Hjalmar Lystad Gerd Rønne      |